# Ronde van Luxemburg 2000
De Ronde van Luxemburg 2000 (Luxemburgs: Tour de Luxembourg 2000) werd verreden van donderdag 8 juni tot en met zondag 11 juni in Luxemburg. Het was de 60ste editie van de rittenkoers, die in 2005 deel ging uitmaken van de UCI Europe Tour (categorie 2.HC). De ronde telde vijf etappes. Titelverdediger was de Belg Marc Wauters. Van de 147 gestarte renners bereikten 83 de eindstreep in Diekirch.

## Etappe-overzicht
| etappe | datum   | start       | finish      | afstand | winnaar             | klassementsleider |
| ------ | ------- | ----------- | ----------- | ------- | ------------------- | ----------------- |
| 1e     | 8 juni  | Luxemburg   | Dippach     | 181 km  | Filippo Simeoni     | Filippo Simeoni   |
| 2e     | 9 juni  | Wormeldange | Bertrange   | 210 km  | Nicola Loda         | Alberto Elli      |
| 3e     | 10 juni | Dudelange   | Beckerich   | 108 km  | Alessandro Petacchi | Alberto Elli      |
| 4e     | 10 juni | Bettembourg | Bettembourg | 14.5 km | Dylan Casey         | Alberto Elli      |
| 5e     | 11 juni | Diekirch    | Diekirch    | 179 km  | Alessandro Petacchi | Alberto Elli      |

## Etappe-uitslagen

### 1e etappe
| Luxemburg – Dippach (181 km) |                 |                           |          |
| Plaats                       | Naam            | Ploeg                     | Tijd     |
| Winnaar                      | Filippo Simeoni | Amica Chips-Tacconi Sport | 4u43'49" |
| 2                            | Alberto Elli    | Deutsche Telekom-ARD      | +00' 07" |
| 3                            | Henk Vogels     | Manheim Auctions-Mercury  | z.t.     |

| Algemeen klassement |                 |                           |          |
| Plaats              | Naam            | Ploeg                     | Tijd     |
| Gele trui           | Filippo Simeoni | Amica Chips-Tacconi Sport | 4u43'39" |
| 2                   | Alberto Elli    | Deutsche Telekom-ARD      | +00' 08" |
| 3                   | Henk Vogels     | Manheim Auctions-Mercury  | +00' 10" |

### 2e etappe
| Wormeldange – Bertrange (210 km) |               |                      |          |
| Plaats                           | Naam          | Ploeg                | Tijd     |
| Winnaar                          | Nicola Loda   | Fassa Bortolo        | 5u11'54" |
| 2                                | Sergej Ivanov | Farm Frites          | +00' 04" |
| 3                                | Alberto Elli  | Deutsche Telekom-ARD | +00' 07" |

| Algemeen klassement |               |                      |          |
| Plaats              | Naam          | Ploeg                | Tijd     |
| Gele trui           | Alberto Elli  | Deutsche Telekom-ARD | 9u55'42" |
| 2                   | Nicola Loda   | Fassa Bortolo        | +01' 25" |
| 3                   | Sergej Ivanov | Farm Frites          | +01' 41" |

### 3e etappe
| Dudelange – Beckerich (108 km) |                     |                          |          |
| Plaats                         | Naam                | Ploeg                    | Tijd     |
| Winnaar                        | Alessandro Petacchi | Fassa Bortolo            | 2u13'29" |
| 2                              | Niko Eeckhout       | Palmans-Ideal            | z.t.     |
| 3                              | Jan Bratkowski      | Manheim Auctions-Mercury | z.t.     |

| Algemeen klassement |               |                      |           |
| Plaats              | Naam          | Ploeg                | Tijd      |
| Gele trui           | Alberto Elli  | Deutsche Telekom-ARD | 12u10'12" |
| 2                   | Nicola Loda   | Fassa Bortolo        | +01' 25"  |
| 3                   | Sergej Ivanov | Farm Frites          | +01' 41"  |

### 4e etappe
| Bettembourg – Bettembourg (individuele tijdrit over 14.5 km) |                 |                   |          |
| Plaats                                                       | Naam            | Ploeg             | Tijd     |
| Winnaar                                                      | Dylan Casey     | US Postal Service | 0u17'01" |
| 2                                                            | Levi Leipheimer | US Postal Service | +00' 20" |
| 3                                                            | Marc Wauters    | Rabobank          | +00' 29" |

| Algemeen klassement |                |                      |           |
| Plaats              | Naam           | Ploeg                | Tijd      |
| Gele trui           | Alberto Elli   | Deutsche Telekom-ARD | 12u28'04" |
| 2                   | Benoît Joachim | US Postal Service    | +01' 28"  |
| 3                   | Nicola Loda    | Fassa Bortolo        | +01' 34"  |

### 5e etappe
| Diekirch – Diekirch (179 km) |                     |                           |          |
| Plaats                       | Naam                | Ploeg                     | Tijd     |
| Winnaar                      | Alessandro Petacchi | Fassa Bortolo             | 4u20'13" |
| 2                            | Rolf Sørensen       | Rabobank                  | +00' 50" |
| 3                            | Filippo Simeoni     | Amica Chips-Tacconi Sport | z.t.     |

| Algemeen klassement |                |                      |           |
| Plaats              | Naam           | Ploeg                | Tijd      |
| Gele trui           | Alberto Elli   | Deutsche Telekom-ARD | 16u50'11" |
| 2                   | Benoît Joachim | US Postal Service    | +01' 28"  |
| 3                   | Nicola Loda    | Fassa Bortolo        | +01' 34"  |

## Eindklassementen

### Algemeen klassement
| Plaats    | Naam                | Ploeg                     | Tijd      |
| --------- | ------------------- | ------------------------- | --------- |
| Gele trui | Alberto Elli        | Deutsche Telekom-ARD      | 16u50'11" |
| 2         | Benoît Joachim      | US Postal Service         | +01' 28"  |
| 3         | Nicola Loda         | Fassa Bortolo             | +01' 34"  |
| 4         | Sergej Ivanov       | Farm Frites               | z.t.      |
| 5         | Michael Sandstød    | Memory Card-Jack & Jones  | +01' 41"  |
| 6         | Nicki Sørensen      | Team Fakta                | +02' 05"  |
| 7         | Fabio Malberti      | Amica Chips-Tacconi Sport | +02' 06"  |
| 8         | Lennie Kristensen   | Team Fakta                | +02' 23"  |
| 9         | Dave Bruylandts     | Farm Frites               | +02' 48"  |
| 10        | Alessandro Petacchi | Fassa Bortolo             | +03' 44"  |
|           |                     |                           |           |
| 13        | Léon van Bon        | Rabobank                  | +06' 36"  |

1935 · 
1936 · 
1937 · 
1938 · 
1939 · 
1940 · 
1941 · 
1942 · 
1943 · 
1944 · 
1945 · 
1946 · 
1947 · 
1948 · 
1949 · 
1950 · 
1951 · 
1952 · 
1953 · 
1954 · 
1955 · 
1956 · 
1957 · 
1958 · 
1959 · 
1960 · 
1961 · 
1962 · 
1963 · 
1964 · 
1965 · 
1966 · 
1967 · 
1968 · 
1969 · 
1970 · 
1971 · 
1972 · 
1973 · 
1974 · 
1975 · 
1976 · 
1977 · 
1978 · 
1979 · 
1980 · 
1981 · 
1982 · 
1983 · 
1984 · 
1985 · 
1986 · 
1987 · 
1988 · 
1989 · 
1990 · 
1991 · 
1992 · 
1993 · 
1994 · 
1995 · 
1996 · 
1997 · 
1998 · 
1999 · 
2000 · 
2001 · 
2002 · 
2003 · 
2004 · 
2005 · 
2006 · 
2007 · 
2008 · 
2009 · 
2010 · 
2011 · 
2012 · 
2013 · 
2014 ·
2015 ·
2016 ·
2017 ·
2018 ·
2019 ·
2020 ·
2021 · 2022 · 2023 · 2024